# 5H-Dibenz(b,f)azepin
5H-Dibenz[b,f]azepin ist eine chemische Verbindung aus der Gruppe der Dibenzazepine.

## Gewinnung und Darstellung
5H-Dibenz[b,f]azepin kann durch Hydrolyse von 5-Acetyldibenz[b,f]azepin mit Kaliumhydroxid in Ethanol gewonnen werden.

## Eigenschaften
5H-Dibenz[b,f]azepin ist ein oranger Feststoff, der löslich in Ethylacetat ist.

## Verwendung
5H-Dibenz[b,f]azepin wird zur Synthese anderer Dibenzazepine verwendet.